# Primera División 1976 (Uruguay)
In 1976 werd het 72ste seizoen gespeeld van de Primera División, de hoogste voetbalklasse van Uruguay. Defensor werd kampioen. Fénix degradeerde ondanks een negende plaats. De resultaten van de afgelopen twee jaar werden bij elkaar geteld om de degradant vast te stellen. 

## Eindstand
| Plaats | Club                 | Wed. | W  | G  | V  | Saldo | Ptn. |
| ------ | -------------------- | ---- | -- | -- | -- | ----- | ---- |
| 1.     | Defensor             | 22   | 13 | 6  | 3  | 33:24 | 32   |
| 2.     | Peñarol              | 22   | 13 | 5  | 4  | 38:23 | 31   |
| 3.     | Nacional             | 22   | 12 | 4  | 6  | 43:30 | 28   |
| 4.     | Danubio              | 22   | 8  | 7  | 7  | 28:26 | 23   |
| 5.     | Huracán Buceo        | 22   | 7  | 8  | 7  | 35:36 | 22   |
| 6.     | Montevideo Wanderers | 22   | 7  | 7  | 8  | 29:30 | 21   |
| 7.     | River Plate          | 22   | 4  | 11 | 7  | 26:31 | 19   |
| 8.     | Cerro                | 22   | 6  | 7  | 9  | 21:29 | 19   |
| 9.     | Fénix                | 22   | 5  | 8  | 9  | 31:35 | 18   |
| 10.    | Rentistas            | 22   | 5  | 8  | 9  | 30:37 | 18   |
| 11.    | Sud América (P)      | 22   | 5  | 8  | 9  | 21:29 | 18   |
| 12.    | Liverpool            | 22   | 5  | 5  | 12 | 25:30 | 15   |

|     | Kampioen    |
|     | Degradatie  |
| (P) | Promovendus |

1900 · 1901 · 1902 · 1903 · 1904 · 1905 · 1906 · 1907 · 1908 · 1909 · 1910 · 1911 · 1912 · 1913 · 1914 · 1915 · 1916 · 1917 · 1918 · 1919 · 1920 · 1921 · 1922 · 1923 · 1924 · 1925 · 1926 · 1927 · 1928 · 1929 · 1930 · 1931 · 1932 · 1933 · 1934 · 1935 · 1936 · 1937 · 1938 · 1939 · 1940 · 1941 · 1942 · 1943 · 1944 · 1945 · 1946 · 1947 · 1948 · 1949 · 1950 · 1951 · 1952 · 1953 · 1954 · 1955 · 1956 · 1957 · 1958 · 1959 · 1960 · 1961 · 1962 · 1963 · 1964 · 1965 · 1966 · 1967 · 1968 · 1969 · 1970 · 1971 · 1972 · 1973 · 1974 · 1975 · 1976 · 1977 · 1978 · 1979 · 1980 · 1981 · 1982 · 1983 · 1984 · 1985 · 1986 · 1987 · 1988 · 1989 · 1990 · 1991 · 1992 · 1993 · 1994 · 1995 · 1996 · 1997 · 1998 · 1999 · 2000 · 2001 · 2002 · 2003 ·  2004 · 2005 · 2005/06 · 2006/07 · 2007/08 · 2008/09 · 2009/10 · 2010/11 ·  2011/12 · 2012/13 · 2013/14 · 2014/15 · 2015/16 · 2016 · 2017 · 2018 · 2019 · 2020 · 2021 · 2022 · 2023